# Andulo
Andulo és un municipi de la província de Bié. Té una extensió de 10.316 km² i 274.791 habitants. Comprèn les comunes d'Andulo, Calucinga, Cassumbe i Chivaúlo. Limita al nord amb el municipi de Mussende, a l'est amb els municipis de Luquembo i Nharea, al sud amb els municipis de Cunhinga, Mungo i Bailundo i a l'oest amb els municipis de Cela i Quibala. Està servida per l'aeroport d'Andulo.

## Història
Andulo fou elevat a la categoria de ciutat el 3 de juliol de 1971 i en aquesta data cada any es convoca un esdeveniment per commemorar-ho. Durant la Guerra Civil angolesa les FAPLA, tropes del MPLA, foren desplaçats per les tropes d'UNITA, i durant un temps s'hi allotjà el seu líder Jonas Savimbi.
En setembre de 2008 extremistes islàmics assolaren la ciutat, atacant propietats de cristians i assassinant la filla petita d'un diaca.